# Georges Ngal
Georges Ngal, - dit Ngal Mbwil A Mpaang pendant la période de la zaïrianisation -, est  un philosophe, romancier et critique littéraire congolais.

## Biographie
Georges Ngal est né le 23 avril 1933 à Mayanda, dans la province de Bandundu en République démocratique du Congo. Il a suivi une formation en théologie et philosophie au Grand Séminaire de Mayidi, dirigé par les pères Jésuites. Après des études de lettres à Genève, il soutient en 1968 une thèse sur Aimé Césaire à l’université de Fribourg en Suisse. Cette thèse est publiée en 1994 par les éditions Présence africaine Paris sous le titre « Aimé Césaire, un homme à la recherche d’une patrie ».
De retour au Congo-Zaïre  en 1969, il enseigne à l'université Lovanium, qui devient l’université de Kinshasa en 1971, puis à l'Université nationale du Zaïre (UNAZA), campus de Lubumbashi de 1971 à 1980. Il a notamment pour collègue Valentin-Yves Mudimbe. Ensuite, il sillonne le monde pour enseigner comme professeur associé dans plusieurs universités (France, Allemagne, Belgique, Canada  et aux États-Unis) : Middlebury College aux États-Unis, Montréal au Québec, Sherbrooke, Liège, Nice, Sorbonne, Bordeaux, Grenoble III, Nanterre Paris X, Sorbonne Paris IV et Bayreuth en Allemagne.

## Écrits

### Romans
- Ngal Mbwil a Mpaang, Giambatista Viko ou le viol du discours africain : récit. Lubumbashi : Éditions Alpha-Oméga, coll. «Création et Recherches », 1975, 113 p.
- Ngal (M. a M.). L'Errance : roman. Yaoundé : Ed. CLE, 1979, 142 p., 21 cm -  (ISBN 2-7235-0026-8).
- Ngal (M. a M.), Giambatista Viko ou le viol du discours africain : récit. Paris : Hatier, coll. «Monde noir poche » n°30, 1984, 127 p. -  (ISBN 2-218-06771-4)..
- Ngal (Georges), L'Errance. 2e édition revue et corrigée. Paris : Présence africaine, 1999, 222 p.  (ISBN 2-7087-0686-1).
- Ngal (Georges), Un prétendant valeureux. Ill. Bruno Saint-Aubin. LaSalle : Ed. Hurtubise, coll. «Plus », 1991, 70 p. -  (ISBN 978-2-890-45898-7).
- Ngal (Georges), Une saison de symphonie : roman. Paris : L'Harmattan, coll.«Encres noires », n°130, 1994, 126 p. -  (ISBN 978-2-738-42391-7).
- Ngal (Georges), Giambatista Viko ou le viol du discours africain : récit. Paris : L'Harmattan, coll. «Encres noires », 2003, 128 p. -  (ISBN 2-7475-4956-9)[2],[3].

### Études, essais et critiques littéraires
- Ngal Mbwil a Mpaang, Tendances actuelles de la littérature africaine d'expression française. Kinshasa : Éditions du Mont Noir, coll. Objectif 80, 1972, 61 p.
- Ngal Mbwil a Mpaang, Aimé Césaire : un homme à la recherche d'une patrie. Dakar : NEA, 1975, 293 p. (réédition : Ngal (Georges), Aimé Césaire : un homme à la recherche d'une patrie. Paris : Présence africaine, 1994, 328 p. -  (ISBN 2-7087-0574-1)).
- Césaire 70, [recueil d'études] sous la direction de Georges Ngal et Martin Steins. Ivry-sur-Seine (Paris) : Silex, 1984, 112 p. (réédition : Yaoundé ; Ivry-sur-Seine : Nouvelles du Sud, 2004, 310 p. -  (ISBN 2912717353)).
- Ngal (Georges), Création et rupture en littérature africaine. Paris : L'Harmattan, coll. Critiques littéraires, 1994, 137 p.
- Ngal (Georges), Lire... le 'Discours sur le colonialisme'. Paris-Dakar : Présence africaine, 1994, 144 p. -  (ISBN 2-7087-0581-4).
- Ngal (Georges), La condition démocratique : séquestré du Palais du Peuple (extrait) », in : Littérature du Congo-Zaïre : actes du colloque de Bayreuth (22-24 juillet 1993), réunis par P. Halen, J. Riesz, Amsterdam ; Atlanta : Rodopi, 1995, p. 181-188.
- Ngal (Georges), Esquisse d'une philosophie du style : autour du champ négro-africain. La Courneuve (Paris) : Ed. Tanawa, 2000, 207 p. -  (ISBN 978-2-911-57013-1).
- Ngal (Georges), La Condition démocratique : séquestré du Palais du Peuple. Saint-Denis : Éd. Tanawa, 2002, 104 p. -  (ISBN 2-911570-12-X).
- Ngal (Georges), Reconstruire la R.D. Congo : un projet de société. Paris : L'Harmattan, coll. Études africaines, octobre 2006, 148 p. -  (ISBN 978-2-296-01309-4).
- Ngal (Georges), Littératures congolaises de la RDC : 1482-2007 : histoire et anthologie. 3e édition revue. Paris : L'Harmattan, 2008, 402 p., carte, couv. ill., 24 cm[4].
- Ngal (Georges), Œuvre critique : articles, communications, interviews, préfaces et études sur commandes des organismes internationaux : 1970-2009. Paris : L'Harmattan, 2009, 2 vol., 248+274 p.-  (ISBN 978-2-296-07741-6) &  (ISBN 978-2-296-07742-3).
- Ngal (Georges), La Condition démocratique : séquestré du Palais du Peuple. Paris : L'Harmattan, 2010, 106 p. -  (ISBN 978-2-296-11077-9).
- Ngal (Georges), Orientations actuelles de la littérature et de la pensée africaines. Paris : L'Harmattan, 2011, 42 p. --   (ISBN 978-2-296-12744-9).
- Repères I (préf. de Roger FAYOLLE), Paris, Présence Africaine, 1984.